# Carlos Mesa (ciclista)
Carlos Mesa (nascido em 21 de agosto de 1955) é um ex-ciclista colombiano. Representou seu país, Colômbia, no ciclismo nos Jogos Olímpicos de Verão de 1976.